# Erigonoplus inclarus
Erigonoplus inclarus är en spindelart som först beskrevs av Simon 1881.  Erigonoplus inclarus ingår i släktet Erigonoplus och familjen täckvävarspindlar. Inga underarter finns listade i Catalogue of Life.